# Nahualá
Nahualá – miasto na południowym zachodzie Gwatemali, w departamencie Sololá. Według danych szacunkowych w 2012 roku liczba mieszkańców wynosiła 24 724 osób. Nahualá leży około 30 km na zachód od stolicy departamentu – miasta Sololá. Miejscowość leży na wysokości 2467 metrów nad poziomem morza,  w górach Sierra Madre de Chiapas, przy drodze Panamerykańskiej.  Przemysł spożywczy, włókienniczy.

## Gmina Nahualá
Miejscowość jest także siedzibą władz gminy o tej samej nazwie, która jest jedną z dziewiętnastu gmin w departamencie. W 2012 roku gmina liczyła 66 348 mieszkańców. Gmina jak na warunki Gwatemali jest średniej wielkości, a jej powierzchnia obejmuje 218 km².